# 경주 용강동 원지 유적
경주 용강동 원지 유적(慶州 龍江洞 苑址 遺蹟)은 대한민국 경상북도 경주시 황성동에 있는 통일신라의 유적이다. 1999년 12월 29일 대한민국의 사적 제419호로 지정되었다.

## 개요
경주시 북천 북쪽지역인 황성동, 용강동 일대에 용황초등학교를 새로 짓기 위하여 조사하던 중 발견된 유적이다.
연못터(840평)와 호안석축렬, 인위적으로 만든 섬 2곳, 건물이 있던 자리 2곳, 다리시설, 도로배수시설로 추정되는 구조물이 확인되었다. 통일신라시대의 정원터로 추정되는 중요한 유적이다.

## 같이 보기
- 용황초등학교

## 참고 자료
- 경주 용강동 원지 유적 - 국가유산청 국가유산포털